# 押久保剛
押久保 剛（おしくぼ たけし、1978年 - ）は、日本の編集者。株式会社翔泳社メディア部門メディア編集部部長、統括編集長、MarkeZine前編集長。

## 人物・経歴
1978年生まれ。立教大学社会学部社会学科卒業。2002年、翔泳社に入社。広告営業、書籍編集・制作を経験したのち、『MarkeZine（マーケジン）』の立ち上げに参画。
2006年5月に『MarkeZine』のサイト開設以降、一貫して企画・運営を担当する。2011年4月、『MarkeZine』編集長に就任。2015年4月からは第2メディア編集部部長を兼務し、他メディアの支援を行うとともに、自社書籍の販促支援のために新設されたマーケティング広報課の課長も兼任。
2019年4月、メディア部門メディア編集部部長兼統括編集長に就任し、翔泳社の全Webメディア事業を主管する。9月よりEnterpriseZine編集長も兼任している。